# Похвалин, Владимир Павлович
Владимир Павлович Похвалин — советский государственный деятель.

## Биография
Родился в 1905 году в деревне Турчасово. Член КПСС с 1928 года.

В 1928—1941 — военный медик в РККА.
В 1941—1944 — главный государственный инспектор Наркомата госконтроля по Наркомминздраву и Главвоенсануправлению РККА и ВМФ.
В 1944—1947 — первый секретарь Свердловского районного комитета КПСС города Москвы.
В 1950—1952 — заместитель председателя исполнительного комитета Ленинградского городского Совета депутатов трудящихся.
В 1952—1955 — заведующий отделом здравоохранения исполнительного комитета Ленинградского городского Совета депутатов трудящихся.
В 1955—1967 — председатель Центрального Комитета общества Красного Креста РСФСР.
Депутат Верховного Совета РСФСР 3-го созыва.
Умер после 1967 года.

## Награды
- Орден Ленина (30.12.1956, 1961)
- Орден Красного Знамени (20.06.1949)
- Орден Отечественной войны II степени (11.07.1945)
- Орден Трудового Красного Знамени (04.12.1966)
- Орден Красной Звезды (18.09.1944, 03.11.1944)